# Лиле
Лиле (на нидерландски: Lille) е селище в Северна Белгия, окръг Тьорнхаут на провинция Антверпен. Намира се на 10 km югозападно от град Тьорнхаут. Населението му е около 15 500 души (2006).